# Комітет у справах воїнів-інтернаціоналістів

Прапор СНД.

Комітет у справах воїнів-інтернаціоналістів (рос. Комитет по делам воинов-интернационалистов) є центральною організацією учасників локальних воєн СНД, яка забезпечує взаємозв'язок громадських організацій з державними структурами. З серпня 1991 року головою Комітету є Руслан Аушев.

## Діяльність комітету
У листопаді 2007 року в ході Московської конференції «Роль і місце ветеранських організацій Росії і США в розвитку і зміцненні міжнародного співробітництва» була прийнята Декларація про співпрацю Комітету у справах воїнів-інтернаціоналістів і ветеранів іноземних воєн.
Комітет у справах воїнів-інтернаціоналістів займається поверненням колишніх військовополонених з Афганістану до Росії, а також розшуком та ідентифікацією радянських воїнів, які пропали безвісти під час локальних воєн або міжнародних конфліктів. Щорічно Комітет організовує дві-три пошукові експедиції в Афганістані з метою повернення додому полонених або останків загиблих воїнів. Комітет зібрав інформацію про місце катастрофи збитого 26 грудня 1979 року Іл-76 і подробиці бадаберського заколоту 1985 року. У травні 2008 року з Афганістану повернулася 12-та пошукова експедиція під керівництвом Рашида Карімова з метою не тільки встановити істину, але й визначити місце поховання останків колишніх радянських військовополонених.